# أو فرتونا
أو فرتونا (لاتينية: Ō Fortūna «آفرتونا» وتترجم واحسرتاه أو وا نصيباه) هي قصيدة باللاتينية من القرون الوسطى بالأحرى من أوائل القرن 13. هي جزء من مخطوطات كارمينا بورانا.

## القصيدة

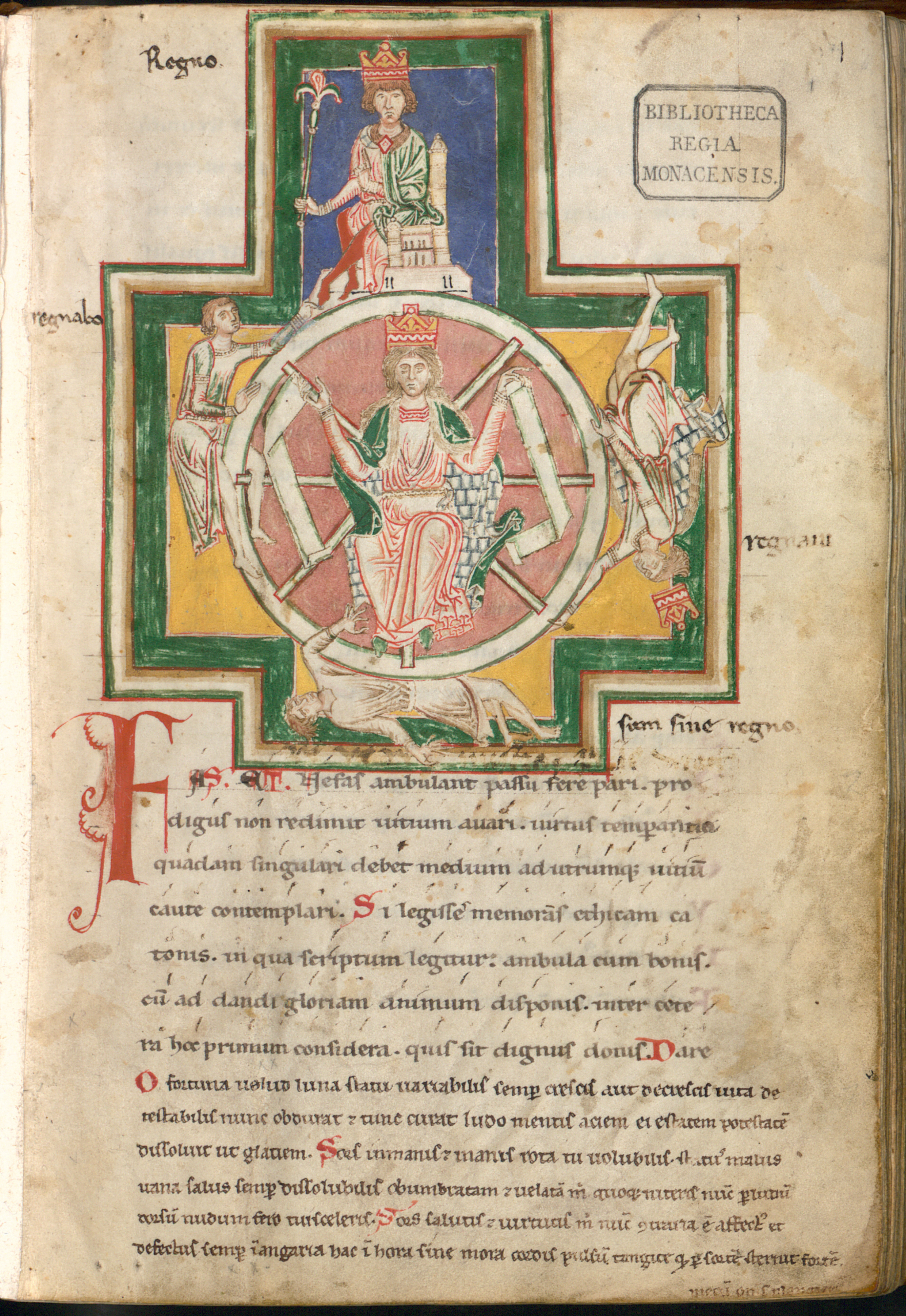
صورة النص الأصلي، من مخطوط كارمينا بورانا

| وا نصيباه مثل القمر أنت متقلب أحيانا تمنح وتزيد ودوما تمنع وتنقص الحياة البشعة أولا تقهر ثم تغدق مثلما تهوى فالفقر والسلطان تذيبهم كالثلج المصير موحش وفارغ يا عجلة القدر الدائرة إنك لحاقدة حاسدة الهناء إلى زوال ويتلاشى إلى عدم باهتا وخفيا حتى بلاؤك لحقني الآن خلال اللعبة أدير ظهري لشرك المستطير القدر ضد في الصحة والخير مسير قدما ومثقلا دائما مستعبد حانت الساعة بدون تأخير لعزف الأوتار حيث القدر سيضرب عازف الأوتار. | O Fortuna velut luna statu variabilis, semper crescis aut decrescis; vita detestabilis nunc obdurat et tunc curat ludo mentis aciem, egestatem, potestatem dissolvit ut glaciem. Sors immanis et inanis, rota tu volubilis, status malus, vana salus semper dissolubilis, obumbrata et velata michi quoque niteris; nunc per ludum dorsum nudum fero tui sceleris. Sors salutis et virtutis michi nunc contraria, est affectus et defectus semper in angaria. Hac in hora sine mora corde pulsum tangite; quod per sortem sternit fortem, mecum omnes plangite! |